# Isoprè
L'isoprè (o isopré) o 2-metil-1,3-butadiè és un compost orgànic amb fórmula C₅H₈ (CH₂=C(CH₃)CH=CH₂). A temperatura ambient és un líquid incolor molt volàtil, degut al seu baix punt d'ebullició. És altament inflamable i de fàcil ignició. En contacte amb l'aire, aquest hemiterpè és altament reactiu, capaç de polimeritzar-se de forma explosiva si s'escalfa. L'isoprè s'origina de manera natural en plantes, animals i molts altres organismes, i és la unitat estructural d'una gran família de compostos orgànics anomenada terpens i terpenoids. Charles Greville Williams va donar-li nom a aquest compost després d'obtenir-lo a partir de la descomposició tèrmica (piròlisi) del cautxú, deduint correctament la fórmula empírica C₅H₈.
Les emissions d'isoprè a l'atmosfera per part de les plantes formen aerosols orgànics secundaris, que tenen un paper rellevant però encara desconegut en el clima de la Terra. Es creu que aquestes emissions poden arribar a suposar uns aports d'entre 300 i 600 milions de tones de carboni a l'any a l'atmosfera, convertint-los així en el principal gas no derivat del metà emès a l'atmosfera. Es calcula que el 90% de les emissions d'isoprè són emeses per plantes terrestres. Un estudi de l'any 2006 estimava que quasi la meitat de les emissions d'isoprè provenien d'emissions de planifolis tropicals, pel fet que aquestes plantes es troben en unes condicions ambientals que afavoreixen l'emissió d'isoprè. La resta d'emissions es considerava que provenien d'arbusts.

## Producció industrial
Normalment s'aconsegueix com a subproducte en el craqueig tèrmic de la nafta o l'oli, o com un producte secundari de la producció d'etilè. Anualment es produeixen industrialment unes 800.000 tones d'isoprè, de les quals un 95% s'utilitzen per fabricar cis-1,4-poliisoprè, una versió sintètica del cautxú natural.